# Каролін Коломбо
Каролін Коломбо (16 квітня 1996 , Понтарльє ) — французька біатлоністка, призерка чемпіонатів Європи.

## Життєпис
На етапах Кубка світу дебютувала в сезоні 2018-2019. 31 січня 2021 року Коломбо разом з Емільєном Клодом здобула срібло на Чемпіонаті Європи з біатлону в польському місті Душники-Здруй в одиночній змішаній естафеті.

## Результати за кар'єру
Усі результати наведено за даними Міжнародного союзу біатлоністів.

### Кубки світу
- Найвище місце в загальному заліку: 56-те 2021 року.
- Найвище місце в окремих перегонах: 15-те.

#### Підсумкові місця в Кубку світу за роками
| Сезон     | Інд. перегони | Інд. перегони | Спринт | Спринт | Перегони пер. | Перегони пер. | Мас-старт | Мас-старт | Заг. залік | Заг. залік |
| Сезон     | Бали          | Місце         | Бали   | Місце  | Бали          | Місце         | Бали      | Місце     | Бали       | Місце      |
| --------- | ------------- | ------------- | ------ | ------ | ------------- | ------------- | --------- | --------- | ---------- | ---------- |
| 2018-2019 | 7             | 62            | 22     | 68     | 32            | 52            |           |           | 61         | 67         |
| 2019-2020 | -             |               | 34     | 54     | 5             | 70            |           |           | 39         | 69         |
| 2020-2021 | 41            | 28            | 32     | 62     | 19            | 61            |           |           | 92         | 56         |